# 徐天红 (象棋棋手)
徐天红（1960年5月8日—），中国江苏泰州人，著名象棋棋手，中国棋院特级大师、亚洲象棋联合会国际特级大师，现任江苏棋院副院长。
徐1977年开始接受专业训练，次年入选江苏队，1984年取得全国象棋个人赛第八名，获得大师称号。1989年获得全国个人赛冠军，晋升特级大师。1991年获得国际特级大师称号。1993年获得世界象棋锦标赛个人冠军。
徐行棋风格稳健，善于积小胜为大胜，逆势下亦能保持冷静，等待转机。与夫人象棋大师汪霞萍合著有《象棋东南烽火》一书。